# Jakob Aumüller
Jakob Aumüller (* 25. September 1824 in Oberursel (Taunus); † 10. November 1890 ebenda) war ein deutscher Politiker und Abgeordneter des Nassauischen Kommunallandtages sowie des Provinziallandtages Hessen-Nassau.

## Leben
Jakob Aumüller wurde als Sohn des Müllers Nikolaus Aumüller und dessen Gemahlin Anna Maria Rompel geboren. Nach seiner Schulausbildung verdiente er seinen Lebensunterhalt als Schuhmacher, Gehilfe bei einem Kesselmacher und Gastwirt in Oberursel. 1860 wurde er Mitglied der Fortschrittspartei und kam 1865 in seinem Heimatort in den Gemeinderat. 1867 wurde er stellvertretender Bürgermeister. Das Amt des Bürgermeisters in Oberursel übte er von 1869 bis 1890 aus. In seine Amtszeit fällt die Errichtung einer modernen Wasserversorgung. Aumüller war von 1881 bis 1890 Abgeordneter des Nassauischen Kommunallandtages für den Regierungsbezirk Wiesbaden und des Provinziallandtages Hessen-Nassau. Von 1868 bis zu seinem Tode war er Kreistagsmitglied des Obertaunuskreises.